# Station Swarzędz
Station Swarzędz is een spoorwegstation in de Poolse plaats Swarzędz.